# Vitläppad trädgroda
Vitläppad trädgroda (Litoria infrafrenata) är en groda från Oceanien som tillhör släktet Litoria och familjen lövgrodor.

## Utseende
Grodan kan bli upptill 11 cm lång, och är klargrön till brun på ryggen, med en vit strimma längs underläppen och nacken, samt vita strimmor längs bakbenens baksidor. Alla fötterna har simhud, framfötterna dock endast sparsamt, samt stora tådynor. Buken är vitaktig med en grynig struktur. Grodynglet är mörkbrunt med en beige strimma längs sidan.

## Vanor
Den vitläppade trädgrodan lever i flera olika naturtyper, som regnskog, brukad mark och trädgårdar i förstadsområden. Den är aktiv under varma och fuktiga nätter. Grodan livnär sig på ett flertal insektsarter, och är av betydelse för att hålla nere skadeinsekter. Lätet påpminner om en hunds skällande.

### Fortplantning
Arten leker under vår och sommar, då honan kan lägga över 4 000 ägg i skogstjärnar, djupa och långsamma vattendrag, i diken eller dammar, även i bebyggda områden. Ynglen förvandlas efter ungefär 8 veckor.

## Utbredning
Grodan finns i Australien (norra Queensland), Indonesien, Östtimor, Nya Guinea, Bismarckarkipelagen (Nya Irland) och Moluckerna.

## Status
Den vitläppade trädgrodan är klassificerad som livskraftig ("LC") av IUCN, och populationen är stabil. Skogsavverkning och, framför allt i Indonesien, insamling som sällskapsdjur är dock potentiella hot.

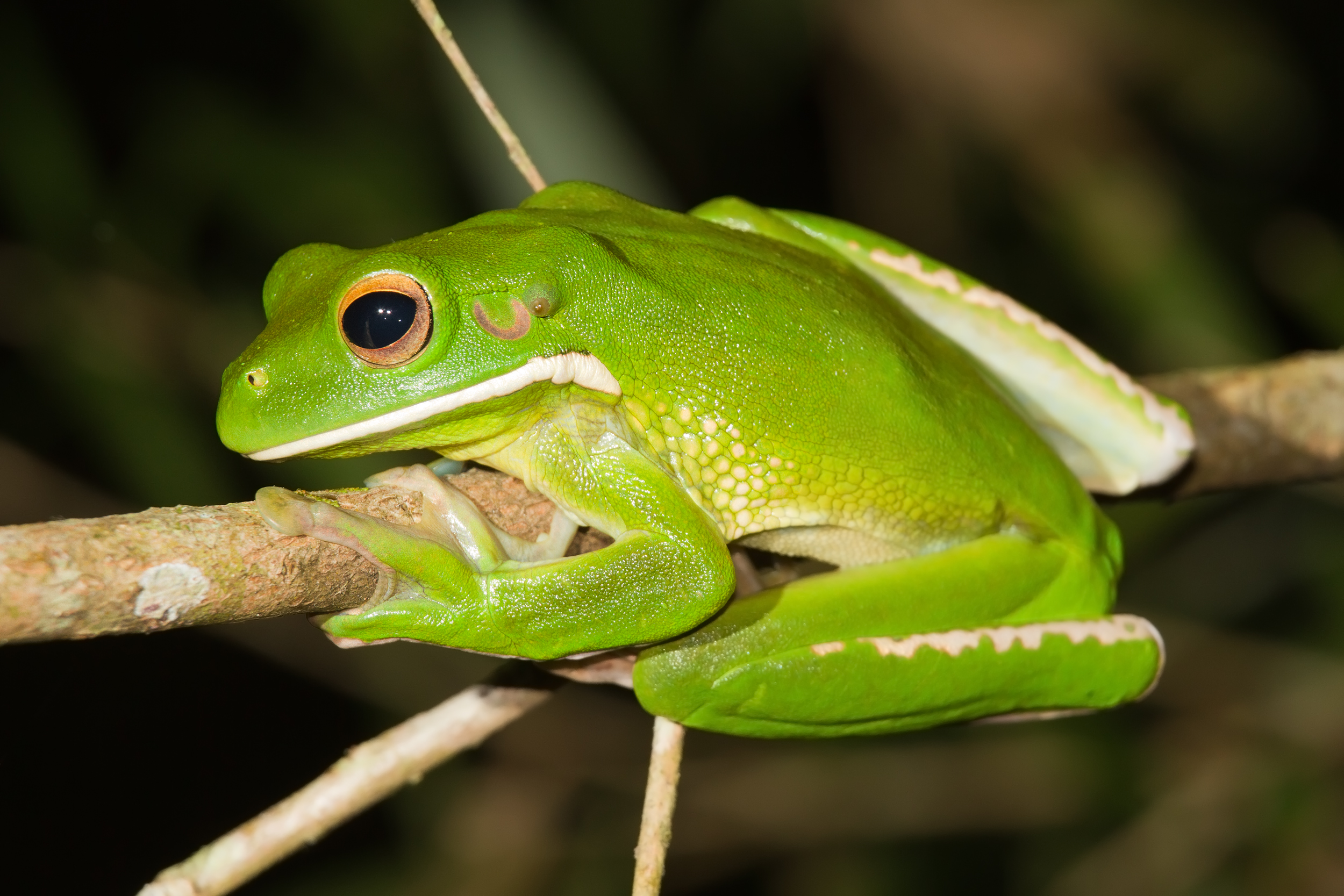
Exemplar nära Mowbray nationalpark
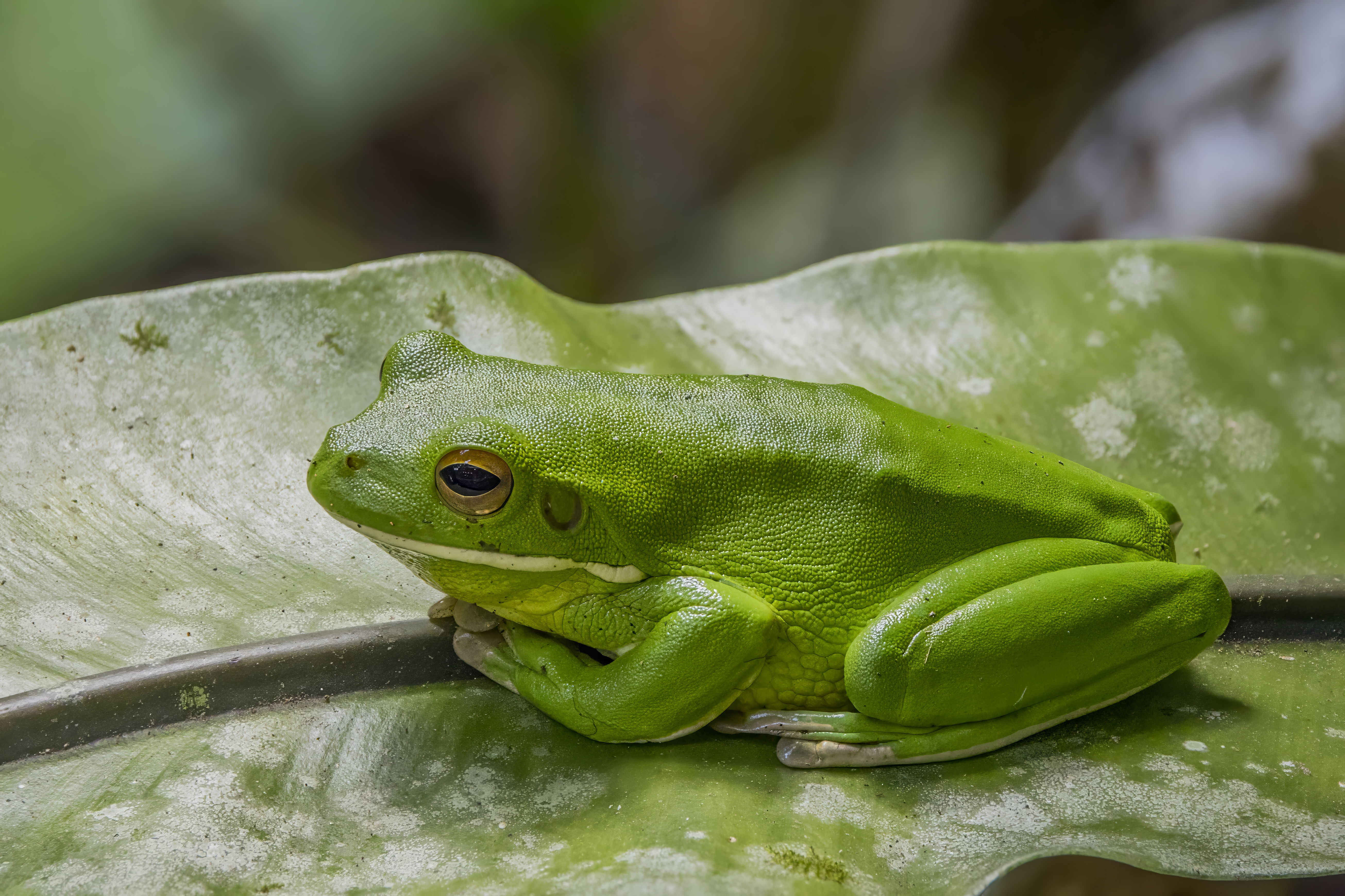
Exemplar i Queensland